# Spilosoma bifrons
Spilosoma bifrons är en fjärilsart som beskrevs av Walker 1855. Spilosoma bifrons ingår i släktet Spilosoma och familjen björnspinnare. Inga underarter finns listade i Catalogue of Life.